# Тоёнака
Тоёна́ка (яп. 豊中市 Тоёнака-си) — Центральный город Японии, расположенный на реке Кандзаки в префектуре Осака. Площадь города составляет 36,38 км², население — 395 023 человека (1 августа 2014), плотность населения — 10 858,25 чел./км². Промышленный пригород Осаки. Развиты нефтехимическая, металлургическая промышленность, производство специальных транспортных средств (в том числе судов на подводных крыльях).
Здесь расположен один из кампусов Осакского университета.